# カシネッテ・ディヴレーア
カシネッテ・ディヴレーア（伊: Cascinette d'Ivrea）は、イタリア共和国ピエモンテ州トリノ県にある、人口約1,500人の基礎自治体（コムーネ）。

## 地理

### 位置・広がり

#### 隣接コムーネ
隣接するコムーネは以下の通り。
- ブローロ
- キアヴェラーノ
- イヴレーア